# 守田勘彌 (14代目)
十四代目 守田 勘彌（じゅうよだいめ もりた かんや、新字体：勘弥、1907年（明治40年）3月8日 - 1975年（昭和50年）3月28日）は歌舞伎役者。屋号は喜の字屋。定紋は丸に中が瓜実の片喰、替紋は喜の字丸。俳名に秀佳。本名は守田 好之（もりた よしゆき）。

## 来歴
1907年3月8日、東京市に十二代目守田勘彌の四女・みきの子として生まれる。
1914年7月、四代目坂東玉三郎を襲名して歌舞伎座で初舞台。1926年1月、三代目坂東志うかを襲名。
1932年、十三代目片岡仁左衛門、八代目坂東三津五郎、十七代目中村勘三郎、六代目中村歌右衛門らとともに新宿第一劇場（現在は大塚家具）で青年歌舞伎を上演する。その後、母・みきの弟で叔父にあたる十三代目守田勘彌の養子となる。同年叔父・十三代目勘彌が死去。1935年1月、東京歌舞伎座で『三日太平記』の小西行長役で十四代目守田勘彌を襲名。
1935年、新派の女優・初代水谷八重子と結婚、夫婦で一座を結成し長くこれを主催した。しかし1950年、初代水谷八重子との離婚が成立。二世藤間勘祖の勧めで、1955年に舞踊家の藤間勘紫恵と再婚した。
1958年3月、新橋演舞場『仮名手本忠臣蔵』上演時に十七代目中村勘三郎、六代目中村歌右衛門ら主役級の幹部がインフルエンザで相次いで倒れ、勘彌は大星由良助、早野勘平、塩野判官、桃井若狭之助などの代役を無難にこなし、その実力が注目されるようになる。
1966年（昭和41年）の国立劇場開場後は、古典の復活狂言や世話物の通し狂言などに積極的に取り組み、『鳴神不動北山櫻』（鳴神）の早雲王子、『櫻姬東文章』の清玄、『曾我綉侠御所染』（御所五郎蔵）の百合の方と御所五郎蔵、『網模様燈籠菊桐』（小猿七之助）の小猿七之助、『天衣紛上野初花』（河内山）の直侍（片岡直次郎）、『籠釣瓶花街酔醒』（籠釣瓶）の繁山栄之丞、『漢人韓文手管始』（唐人殺し）の十木伝七などの当たり役を残した。
1975年3月28日死去、68歳没。

## 受賞
- 1966年 - テアトロン賞
- 1975年 - 紫綬褒章受章

## 当り役
口跡に優れソフトな芸風で、江戸生世話物に独特の味を出していた。
世話物
- 『与話情浮名横櫛』（切られ与三）の与三郎
- 『盲長屋梅加賀鳶』（加賀鳶）の日陰町の松蔵
- 『助六所縁江戸桜』の白酒売新兵衛（実は曾我十郎）
- 『隅田川続俤』（法界坊）の道具屋甚三
- 『梅雨小袖昔八丈』（髪結新三）の手代忠七と大家
- 『曾我綉侠御所染』（御所五郎蔵）の百合の方と御所五郎蔵
- 『其小唄夢廓』の権八
- 『伊賀越道中双六 沼津』の呉服屋十兵衛

時代物
- 『本朝廿四孝・十種香』の武田勝頼
- 『菅原伝授手習鑑・賀の祝 車引 賀の祝』の桜丸
- 『鬼一法眼三略巻』（一條大蔵卿）の一條大蔵卿長成
- 『源平布引滝』（実盛物語）の斎藤別当実盛
- 『勧進帳』の富樫左衛門

## 家族
- 長男：守田一（一時期役者をしていたが玉三郎の養子入りの前に廃業）
- 長女：二代目水谷八重子（水谷良重）
- 養子：五代目坂東玉三郎（門閥の出でない楡原伸一を養子にとり、これを手塩にかけて当代一の立女形に育て上げた）